# Marias-Inseln
Die Marias-Inseln (spanisch Islas Marías auch  Islas Tres Marías) sind eine im Pazifik vor der mexikanischen Westküste gelegene Inselgruppe. Sie gehören zum Bundesstaat Nayarit und beinhalten das Gefängnis Colonia Penal Federal Islas Marías. Die Inseln haben den Status eines mexikanischen Biosphärenreservats.
Die Inselgruppe befindet sich rund 70 Kilometer westlich der mexikanischen Küste und besteht aus folgenden vier Inseln:
- María Madre: Fläche 145,28 km², Höhe 616 m
- María Magdalena: Fläche 70,44 km², Höhe 457 m
- María Cleofas: Fläche 19,82 km², Höhe 402 m
- San Juanito: Fläche 9,11 km²

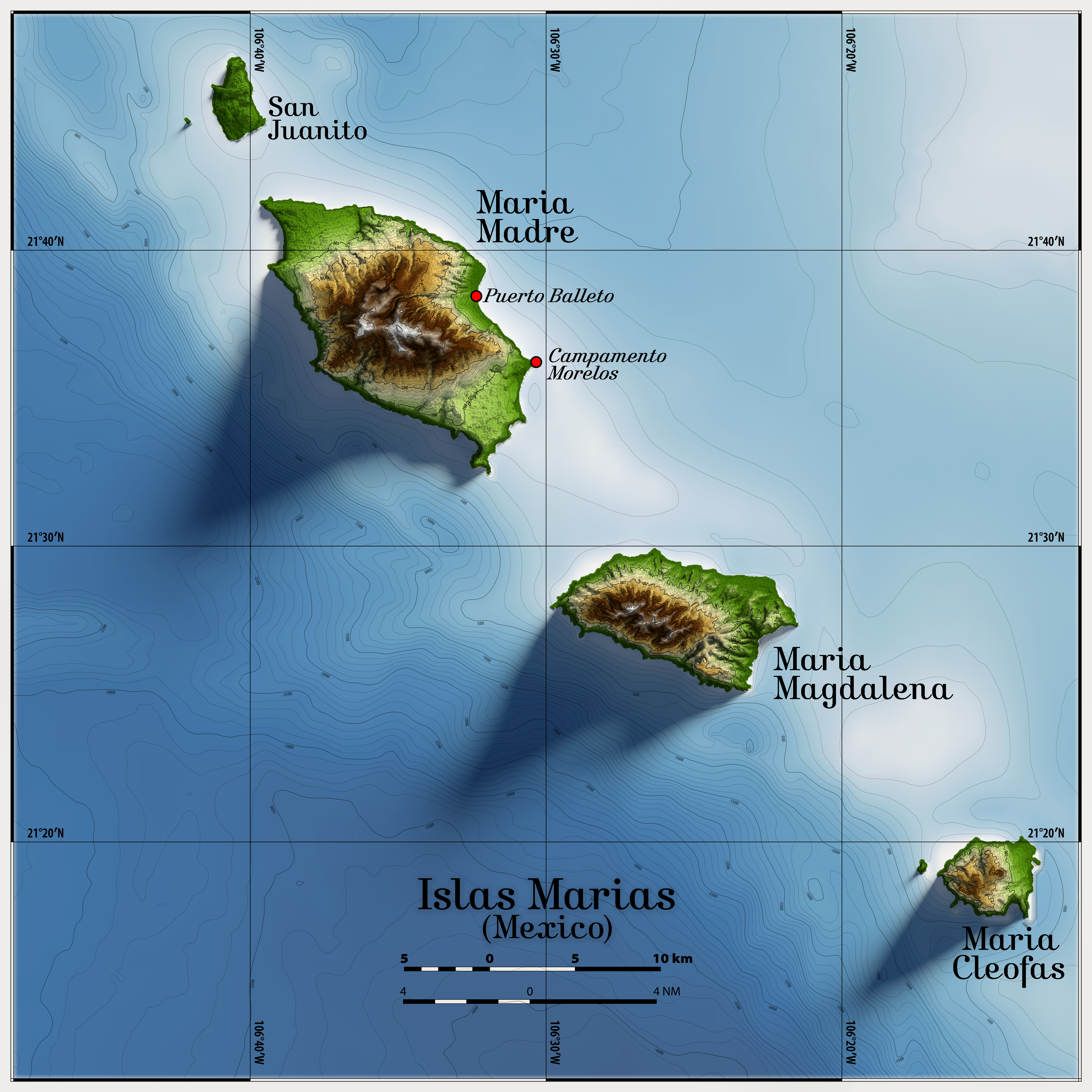
Karte der Marias-Inseln

Die Namensgebung beruht auf drei Frauen aus dem neuen Testament der Bibel mit dem Namen Maria, nämlich Maria, die Mutter Jesu, Maria Magdalena und Maria Kleophae.
Nach ihrer Entdeckung im Jahre 1532 durch Diego Hurtado de Mendoza, einen Cousin von Hernán Cortés, dienten die Inseln jahrhundertelang als Unterschlupf für Piraten. Im 19. Jahrhundert wurde auf María Madre eine Siedlung errichtet, von der aus Forstwirtschaft und die Ausbeutung der Salzminen betrieben wurde. Seit 1905 besteht auf dieser Insel eine Strafkolonie. Im Gegensatz dazu sind die anderen Inseln unbewohnt, große Teile sind heute ein Natur- und Biosphärenreservat.

## Strafkolonie
1905 verfügte Porfirio Díaz, dass diese Inseln durch einen Zusatz zum Strafgesetzbuch zu einer Strafkolonie werden sollten, wobei er die Strafe der Deportation als rechtliche Grundlage für deren Betrieb festlegte. Die Idee einer Strafkolonie auf den Islas Marías war nicht neu, da sie bereits von früheren Regierungen wie der von Benito Juárez und Maximilian von Habsburg erwogen worden war. Aber erst unter Porfirio Díaz wurde der Vorschlag im Rahmen seiner Bemühungen um eine Gefängnisreform, die soziale Kontrolle, verfügbare Arbeitskräfte und den Schutz ausländischer Investitionen gewährleisten sollte, verwirklicht.
Die Gründung der Strafkolonie erfolgte mit dem Kauf des Archipels durch die Regierung im Jahr 1902. Im Jahr 1905 wurden die Islas Marías offiziell zur Strafkolonie erklärt und die Deportation als Strafe eingeführt. Mit der Ergänzung des Strafgesetzbuches im Jahr 1908 wurden die Aspekte dieser Strafe detailliert beschrieben und zwei Zeiträume und Bedingungen für ihre Anwendung festgelegt. Der Direktor der Strafkolonie, Arturo G. Cubillas, spielte eine entscheidende Rolle bei der Anpassung und Anwendung der Strafe des Abstiegs. Es wurde eine Verwaltungsstruktur geschaffen, die aus der allgemeinen Leitung, der stellvertretenden Leitung, der Verwaltung, den allgemeinen Diensten und der Sicherheit bestand. Außerdem wurden zwei Lager eingerichtet, Balleto und Salinas, in denen verschiedene Aktivitäten durchgeführt wurden.
Der Strafvollzug in Islas Marías zeichnete sich durch eine Disziplin aus, die darauf abzielte, das Verhalten der Gefangenen zu normalisieren. Für diejenigen, die sich gut verhielten, gab es Maßnahmen wie die vorzeitige Entlassung und die Erlaubnis, in der Kolonie zu wohnen. Die rechtliche Rechtfertigung der Deportation basierte auf einem progressiven Ansatz, der dem spanischen Strafvollzug ähnelte.
Die Strafkolonie Islas Marías war bis 2010 in Betrieb und eine der letzten Inselstrafkolonien Lateinamerikas.
Neben den Gefangenen des Gefängnisses beherbergt Maria Madre auch Angestellte diverser staatlicher Institutionen, wie das Sekretariat für öffentliches Bildungswesen, das Sekretariat für Umwelt, das Sekretariat für Kommunikation und Verkehr, ein Postamt und das Sekretariat der Navy.

## Flora und Fauna
Die Marias-Inseln sind bekannt für ihre Flora und Fauna. Sie beherbergen elf endemische Pflanzenarten sowie mehrere nur dort vorkommende Tierarten, darunter der Tres-Marias-Waschbär (Procyon lotor insularis), das Tres-Marias-Baumwollschwanzkaninchen  (Sylvilagus graysoni), die Tres-Marias-Hirschmaus (Peromyscus madrensis), die Mausohrart Myotis findleyi, die Tres-Marias-Zwergbeutelratte (Tlacuatzin insularis) und die Tres-Marias Amazone  (Amazona ochrocephala tresmariae).

## Belege
- Link zu Einwohnertabellen der Volkszählung von 2005, Nayarit INEGI: Instituto Nacional de Estadística, Geografía e Informática
- Mexikanische Inseln mit Flächen und Koordinaten (Memento vom 17. August 2007 im Internet Archive)